# Oscar-díj a legjobb segédrendezőnek
Az Oscar-díj a legjobb segédrendezőnek kategóriában 1934 és 1938 közötti öt éven keresztül adták ki.

## Díjazottak és jelöltek
6. Oscar-gála
- Charles Barton (Paramount)
- Scott R. Beal (Universal)
- Charles Dorian (M-G-M)
- Fred Fox (UA)
- Gordon Hollingshead (Warner Bros.)
- Dewey Starkey (RKO Radio)
- William Tummel (Fox)
  - Al Alleborn (Warner Bros.)
  - Sid Brod (Paramount)
  - Orville O. Dull (M-G-M)
  - Percy Ikerd (Fox)
  - Arthur Jacobson (Paramount)
  - Edward Killy (RKO Radio)
  - Joseph A. McDonough (Universal)
  - William J. Reiter (Universal)
  - Frank Shaw (Warner Bros.)
  - Ben Silvey (UA)
  - John Waters (M-G-M)

7. Oscar-gála
- Viva Villa (Viva Villa!) – John S. Waters
  - Cleopatra – Cullen Tate
  - Látszatélet (Imitation of Life) – Scott Beal

8. Oscar-gála
- A hindu lándzsás (The Lives of a Bengal Lancer) – Clem Beauchamp és Paul Wing
  - Copperfield Dávid (David Copperfield) – Joseph M. Newman
  - A gályarab (Les Misérables) – Eric Stacey

9. Oscar-gála
- A könnyűlovasság/Balaklava (The Charge of the Light Brigade) – Jack Sullivan
  - Anthony Adverse – William Cannon
  - Allah kertje (The Garden of Allah) – Eric G. Stacey
  - Az utolsó mohikán[5] (The Last of the Mohicans) – Clem Beauchamp
  - San Francisco – Joseph M. Newman

10. Oscar-gála
- Chicago, a bűnös város (In Old Chicago) – Robert Webb
  - A Kék Hold völgye (Lost Horizon) – C. C. Coleman, Jr.
  - Zola élete (The Life of Emile Zola) – Russ Saunders
  - Csillag születik (A Star is Born) – Eric G. Stacey
  - Souls at Sea – Hal Walker